# نصف القبة

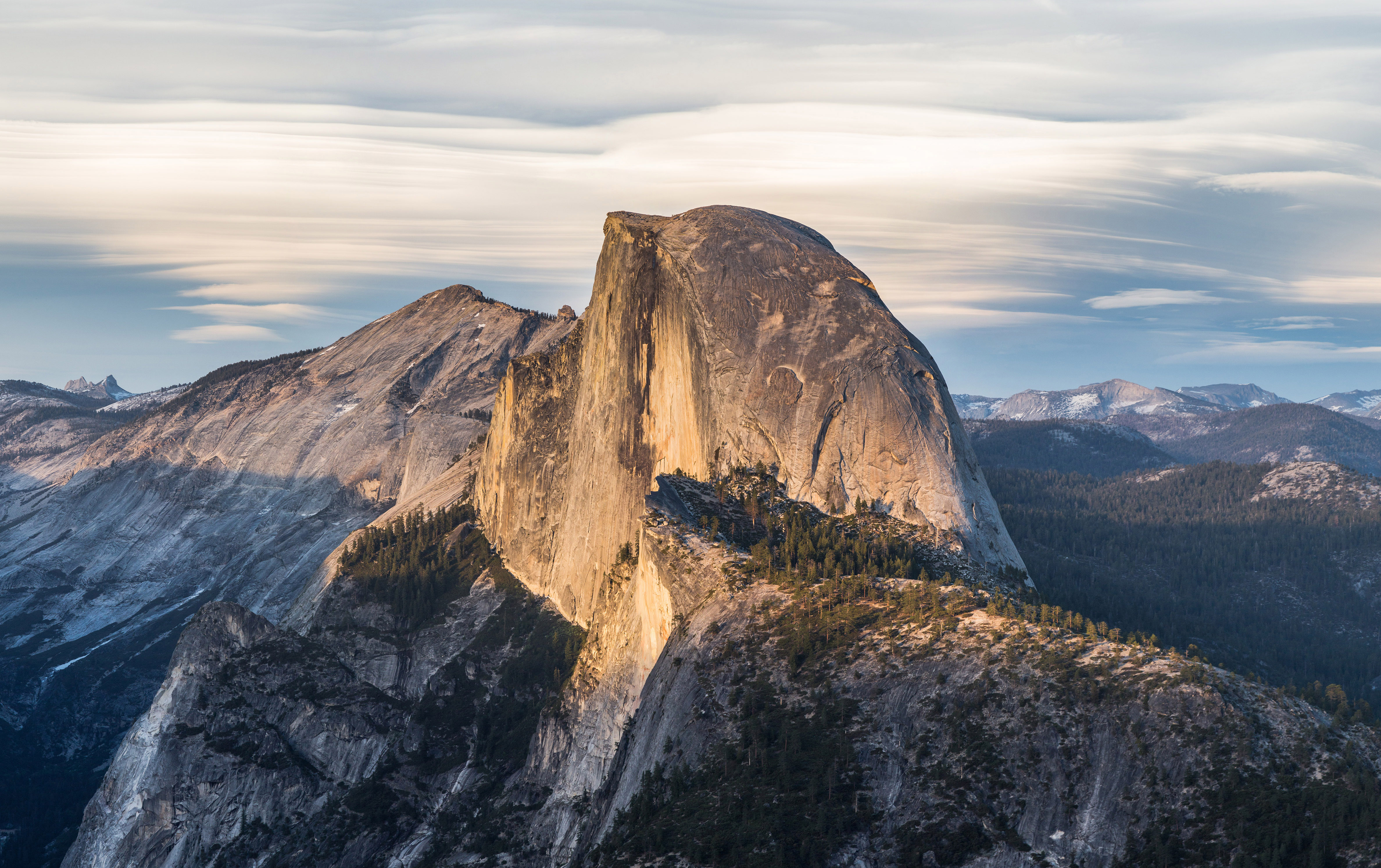
منظر غروب الشمس على جرف نصف القبة.

نصف القبة (بالإنجليزية: Half Dome)‏ هو جرف صخري غرانيتي يقع في حديقة يوسيميتي الوطنية في الجزء الشمالي الشرقي من مقاطعة ماريبوسا، كاليفورنيا. تعتبر نصف القبة أشهر معالم يوسيميتي، حيث ترتفع على ارتفاع يزيد على 1444 متر فوق أرض وادي يوسيميتي.

## اقرأ أيضا
- الكابتن